# NGC 1261

NGC 1261

إن جي سي 1261 (NGC 1261، والمعروف أيضا باسم كالدويل 87) ، هو عنقود مغلق في كوكبة الساعة، اكتشفه جيمس دنلوب في عام 1826.

## وصلات خارجية
- NGC 1261 على موقع ويكي سكاي: DSS2, SDSS, GALEX, IRAS, Hydrogen α, X-Ray, Astrophoto, Sky Map, Articles and images
- SEDS
- ناسا البيانات
- شدة الضوء الورق
- كروي مجموعات قاعدة البيانات

1. ↑  VizieR (بالإنجليزية), QID:Q1662358